# الكهف الثلجي العظيم
الكهف الثلجي العظيم (بالبولندية: Jaskinia Wielka Śnieżna) هو نظام كهف من الحجر الجيري في جبل ماواونشياك في جبال تاترا الغربية، في نظام جبال الكاربات، في جنوب بولندا. الكهف داخل حديقة تاترا الوطنية.
يبلغ طوله 23.723 كيلومتر (14.741 ميل)، ونطاقه العمودي 824 متر (2,703 قدم)، وهو أطول وأكبر وأعمق كهف في بولندا.

## وصلات خارجية
- Jaskinia Wielka Śnieżna باللغة البولندية – with a map